# A Doktor neve
A The Name of the Doctor (A Doktor neve) a Doctor Who sorozat 243. (az újraindítás óta a 83.) része.

## Cselekmény
Egy javítóműhelyben két ellenőr Idő Lord azt észleli, hogy egy másik Idő Lord (az első Doktor) el akar lopni egy Tardist. Ekkor megjelenik Clara.
Madame Vastra egy Clarence nevű gyilkost hallgat ki, és ő azt mondja, hogy jön a Suttogó. A gyilkos a saját életét azzal akarja menteni, hogy elmondja, hogy a Doktor egy titkát a sírba akarja vinni, de felfedezték.
Clara eközben az anyja szufléját akarja sütni. Artie azt kérdi, hogyan lehet Clara szufléja, ha nem ő főzi. A dada azt válaszolja, hogy: "Nem a szuflé a szuflé. A szuflé a recept.". Nem sokkal később időutazásban lesz része álmában, ekkor találkozik Vastrával és River Songgal. Fény derül a Doktor halálának helyszínére, a Trenzalore-ra. Az események itt folytatódnak tovább. A Doktor elmagyarázza Clarának, hogy ha egy Tardis haldoklik dimenziógát szabadul ki belőle. Ezt méretszivárgásnak hívják. Így minden ami belül van elkezd kiszivárogni belőle, és nőni kezd. A Tardis, amit látnak, a jövőből származik. Az idővonalat megzavarják Clara kétségbeesett erőfeszítései, hogy megmentse a Doktort és ne következhessen be a Doktor halála Trenzalore-nál.

### Folytonosság
A történetben a régi Doktoros jeleneteit klasszikus sorozat epizódjaiból vágták ki. A jeleneteket első (The Aztecs), a második meg a harmadik (The Five Doctors), a negyedik (The Invasion of Time), az ötödik (Arc of Infinity), és a hetedik (Dragonfire) Doktorok történeteiből vágták ki. Az egyetlenegy Doktor, akinek a jelenetét eredetileg a részre vették fel, az a hatodiké. A nyolcadik és kilencedik Doktornál nem jelent meg Clara, így csak régebbi jelenetekről jelenhetett meg. A tizedik Doktornál a Holtak erdeje eseményei alatt jelent meg Clara. A rész elején megjelent Susan Foreman is. A A dobok hangja című epizódban említett gömbváros ismét megjelenik (aminek elpusztulásának nyomait láthattuk az Az idő végzete című történetben).
A beszédeket az első (An Unearthly Child, és a The Aztecs), a második (The Moonbase), az harmadik (The Time Monster), a negyedik (Genesis of the Daleks), az ötödik (The Caves of Androzani), a hatodik (The Ultimate Foe), a kilencedik (Csata után találkozunk), a tizedik (Az elkárhozottak utazása), és a tizenegyedik (A Pandorica) Doktor részeiből vágták ki.
A Nagyhatalmú Létforma megemlíti, hogy a Doktor kegyetlenül leszámolt a Sycoraxok vezetőjével, akit a tizedik ölte meg a Karácsonyi támadás című részben, Solomon-nal a kereskedővel, akit a tizenegyedik ölte meg a Dinoszauruszok egy űrhajón című részben, továbbá a Dalek-okkal, és a Cyberman-okkal. Továbbá kimondja, hogy a Doktor jövőjében Valeyard-nak fogja hívni magát, aki megjelent az 1986-n bemutatott The Trial of a Time Lord című részben (Valeyard a Doktor sötétebb természetű inkarnációja a tizenkettedik és utolsó regenerációja között).

## Produkció
A sorozat írója Steven Moffat kijelentette, hogy azt akarta, hogy egy új szörnyet jelenjen meg az évadzáróban, hogy szerepelhessenek régi szörnyek mellett, mint a Jég Harcosok, a Cyberman és a Dalek. A Suttogó (vagy Whisper Men) ötlete onnan jött, hogy "A gondolat, stílusos, suttogó, szinte arctalan lények" ami ijesztőnek tűnik, és megfelelő "egy epizódban, amely úgy néz ki, előre, és vissza".

## Sugárzás, és recepció

### Sugárzás
2013. május 12-én, egy héttel a rész hivatalos premierje előtt bejelentették, hogy 210 Doctor Who amerikai rajongó kapott Blu-ray dobozt, ami tartalmazza a hetedik évad második felét. Majd megkérték a rajongókat, hogy ne meséljenek a cselekményről. Moffat később gratulált nekik, hogy egy szót sem szivárogtattak ki a részről.

### Recepció
A rész nézettsége 5,46 millió néző volt a BBC One csatornán. Beleértvén azokat, akik csak részben nézték végig/néztek bele, azoknak a száma 7,45 millió volt, ami a bemutató hetén a csatornán a harmadik legnézettebb volt. Az epizód elismerő indexe 88.

### Kritika
Az epizód pozitív visszajelzéseket kapott.
Néhányan előre hitték, hogy valóban le fogják leplezni a Doktor igazi nevét az epizódban.

## Fordítás
- Ez a szócikk részben vagy egészben  a   The Name of the Doctor című angol Wikipédia-szócikk fordításán alapul.  Az eredeti cikk szerkesztőit annak laptörténete sorolja fel. Ez a jelzés csupán a megfogalmazás eredetét és a szerzői jogokat jelzi, nem szolgál a cikkben szereplő információk forrásmegjelöléseként.